# Club de Fútbol Extremadura
O Club de Fútbol Extremadura foi um clube de futebol espanhol com sede em Almendralejo, na comunidade autônoma Estremadura. Foi fundado em 1924 e disputou as temporadas de 1996–97 e 1998–99 da La Liga.

## História
O Club de Fútbol Extremadura foi fundado em 1924, mas não participou de uma competição nacional até 1952, ano em que estreou na Tercera División. Nas décadas seguintes, o clube configurou nas divisões mais baixas do futebol espanhol até 1995, quando retornou para a segunda divisão. No ano seguinte, obteve o acesso à La Liga após vencer o Albacete nos playoffs.
O CF Extremadura terminou sua primeira temporada na principal divisão do futebol espanhol na 19.ª posição, o que resultou na despromoção para a segunda divisão. Logo, o clube retornou à elite e foi novamente despromovido em 1999. As temporadas posteriores marcaram a decadência do CF Extremadura, que voltou a competir na divisão regional em 2007. Dois anos depois, foi dissolvido e refundado como Extremadura Unión Deportiva.